# Stemma della Tanzania
Lo stemma della Tanzania è il simbolo araldico ufficiale del paese, adottato il 6 dicembre 1961.

## Descrizione
Al centro dello stemma si trova uno scudo da guerriero, suddiviso in bande colorate. La porzione superiore, color oro, rappresenta la ricchezza mineraria del paese; al suo interno si trova la fiaccola che rappresenta l'uhuru (l'indipendenza), ma anche l'illuminazione e la conoscenza. La seconda banda ha i colori della bandiera della Tanzania. 
La terza banda, rossa, rappresenta il fertile suolo dell'Africa; vi campeggiano un'ascia e un aratro, che rappresentano gli strumenti con cui il popolo costruisce la ricchezza del paese. La quarta banda, a le linee ondulate bianche e blu, rappresenta i Grandi Laghi e l'Oceano Indiano. 
Le bande sono attraversate da una lancia che rappresenta la difesa della libertà. Lo scudo si erge su una rappresentazione del Kilimangiaro. Ai lati dello scudo, un uomo e una donna reggono zanne di elefante; ai loro piedi ci sono due pianticelle, rispettivamente di chiodo di garofano e cotone. Nella parte inferiore dello stemma compare il motto della nazione, in swahili: Uhuru na Umoja ("Libertà e unità").

## Stemmi storici

Stemma del Tanganica